# 在中華民国マーシャル諸島大使館
在中華民国マーシャル諸島大使館（ざいちゅうかみんこくマーシャルしょとうたいしかん、英語: Embassy of the Marshall Islands in the Republic of China、繁体字中国語: 馬紹爾群島駐中華民國大使館）は、マーシャル諸島が中華民国（台湾）の首都台北市に設置している大使館である。1998年11月20日に両国間の外交関係が樹立された後、1999年10月7日に大使館が開設された（但し、初代大使の常駐開始は2002年5月8日）。

## 住所
台北市士林区天母西路62巷9號4樓

## 大使
2023年8月30日、アンジャネット・カッティルが蔡英文総統に信任状を捧呈して、爾後、特命全権大使を務めている。

## 著名な在勤者
- アレクサンダー・カーター・ビング - 在中華民国大使、駐日大使